# جيسيكا هاينز
جيسيكا هاينز (بالإنجليزية: Jessica Hynes)‏ هي كاتِبة وكاتبة سيناريو ومخرجة وممثلة بريطانية، ولدت في 30 أكتوبر 1972 في المملكة المتحدة.

## أعمال

### أفلام
- (1993) أطفال سوينغ
- (2004) على حافة المنطق[7]
- (2004) شون أوف ذا ديد[8]
- (2007) سن أوف رامباو[9]
- (2007) هاري بوتر وجماعة العنقاء[10][11]

## ترشيحات
- جائزة توني لأفضل ممثلة بارزة في مسرحية [الإنجليزية]‏ (2009)
- حازت على جائزة البافتا لعام 2019 كأفضل ممثلة عن دورها في البرنامج كوميدي There She Goes[12]

## وصلات خارجية
- جيسيكا هاينز على موقع IMDb (الإنجليزية)
- جيسيكا هاينز على موقع ألو سيني (الفرنسية)
- جيسيكا هاينز على موقع ألو سيني (الفرنسية)
- جيسيكا هاينز على موقع ميوزك برينز (الإنجليزية)
- جيسيكا هاينز على موقع أول موفي (الإنجليزية)
- جيسيكا هاينز على موقع قاعدة بيانات برودواي على الإنترنت (الإنجليزية)
- جيسيكا هاينز على موقع قاعدة بيانات الأفلام السويدية (السويدية)
- جيسيكا هاينز على موقع قاعدة بيانات الفيلم (الإنجليزية)
- جيسيكا هاينز على موقع كينوبويسك (الروسية)